# Mali nos Jogos Olímpicos de Verão de 1984
Mali competiu nos Jogos Olímpicos de Verão de 1984 em Los Angeles, Estados Unidos.

## Resultados por Evento

### Atletismo
Salto em distância masculino
- Abdoulaye Traoré
  - Classificatória — 6,92 m (→ não avançou, 25º lugar)